# المكنسة (مجلة)
المكنسة هي مجلة لبنانية أصدرها حسن موسى عبّاس، كانت تعنى بالنواحي الاجتماعية والفكاهية والانتقادية، حيث طرحت مواضيعها بأسلوب فكاهي، وقد استمرّت بالصدور زهاء عشرة أعوام وذلك في الثلاثينيات من القرن العشرين.